# 1966 en journalisme
Cet article présente les faits marquants de l'année 1966 en journalisme.

## Évènements
- Création de l'hebdomadaire Valeurs Actuelles[1].